# Björn Johansson (pentatleta)
Björn Johansson (16 giugno 1976) è un pentatleta svedese, vincitore del bronzo nella staffetta a squadre agli europei di Székesfehérvár 2000.

## Palmarès
In carriera ha conseguito i seguenti risultati:
- Europei

Székesfehérvár 2000: bronzo nella staffetta a squadre.